# 모단걸
《모단걸》은 2020년 11월 7일에 방영한 《KBS 드라마 스페셜 2020》 시리즈 중 첫 번째 작품이다. 1930년대를 배경으로 유교적인 가치관을 지닌 아씨 구신득과 그의 몸종 영이가 경성 최고의 신여성이 되기 위해 학교를 같이 다니며 벌어지는 이야기를 다룬다.

## 줄거리
신득은 여느 양반가문의 여성들처럼 집안의 뜻대로 일찍 결혼을 한다. 하지만 남편은 신여성과 바람나고, 그 마음을 돌리기 위해 신득도 경성 최고의 ‘모단걸’이 되기로 결심한다. 몸종 영이와 함께 부푼 꿈을 안고 학교에 입학하지만, 그곳에서 운명적인 첫사랑을 만나게 되니 선생님 우진이다. 그런데 그 상대를 영이도 같이 사랑하게 되면서, 둘도 없는 동무이자 소울메이트로 여기던 영이와 연적이 되어버린다. 이에 신득은 영이로 인해 가슴 아픈 속앓이를 하다가 끝내, 영이를 위해 사랑하는 우진을 포기하고 영이의 진정한 행복을 빌어준다. 이를 통해 신득은 자기 자신과 타인을 사랑하는 법을 깨닫게 되면서 진정한 ‘모단걸’ 로 거듭나게 된다.

## 등장 인물

### 주요 인물
- 진지희 : 구신득(19세) 역 - 양반가문의 고명딸
- 김시은 : 영이(19세) 역 - 신득의 몸종

### 주변 인물
- 윤지온 : 남우진(20대) 역 - 신득의 선생
- 오승훈 : 종석(20대) 역 - 신득의 남편

### 그 외 인물
- 송지우 : 종석의 애인 역
- 박지원
- 기온수
- 김현균
- 이수용
- 이강민
- 오준민
- 마현지
- 팽연호 (아역)

### 특별출연
- 김명수 : 경성여고보 교장(50세) 역
- 임원희 : 자작(50세) 역 - 신득의 아버지

## 참고 사항
- 방송을 앞두고 열린 제작발표회에서 연출을 맡은 홍은미 피디는 "모단걸은 '아가씨'의 공영방송판"이라고 소개했다.[3]
- 홍은미 피디는 인터뷰를 통해 제목으로 쓰인 '모단걸'이 현대적 여성이란 의미와 함께 '털 모(毛), 끊을 단(斷), 머리를 자른다'는 의미가 있다고 밝혔다.[1]